# École supérieure de physique et de chimie industrielles de la ville de Paris
Fundada em 1882, a École supérieure de physique et de chimie industrielles de la ville de Paris (ou ESPCI ou ESPCI ParisTech) é uma escola de engenharia, instituição de ensino superior público localizada na cidade do Paris, França.
A ESPCI está entre as mais prestigiadas grandes écoles de 
Engenharia da França, assim como todas as escolas do grupo ParisTech.
Campus da ESPCI situa-se no pólo universitário da PSL Research University.

## Laboratórios e centros de investigação
- Física,
- Química,
- Biologia,
- Biotecnologia

## Professores notáveis
- Mathias Fink, físico francês

## Graduado famoso
- Marie Curie, cientista polonesa
- Paul Langevin, físico francês
- Paul Lebeau, químico francês
- Hervé This, físico e químico francês
- Georges Urbain, químico francês